# Miechów (stacja kolejowa)
Miechów – stacja kolejowa w Miechowie, w województwie małopolskim, w Polsce. Według klasyfikacji PKP ma kategorię dworca lokalnego. Modernistyczny dworzec kolejowy, wybudowany w pierwszej połowie lat 30. XX. W 2013 zmodernizowano peron. W 2015 roku dobudowano drugi peron przy budynku dworca. W 2017 został zmodernizowany budynek dworca.

## Ruch pasażerski[2]
| Rok  | Wymiana pasażerska na dobę |
| ---- | -------------------------- |
| 2017 | 1200                       |
| 2018 | 2300                       |
| 2019 | 1400                       |
| 2020 | 700-999                    |
| 2021 | 700-999                    |
| 2022 | 1100                       |
| 2023 | 1400                       |

## Modernizacja dworca
Pod koniec 2016 roku PKP wybrało wykonawcę remontu dworca – firmę Betonox Construction Sopot. W ramach inwestycji część budynku została wyburzona. Przebudowano też poczekalnię i toalety. Dzięki inwestycji na dworcu pojawił się także monitoring, system dynamicznej informacji pasażerskiej, biletomaty i bankomat. 17 grudnia 2017 odbyło się uroczyste otwarcie. W latach 2018–2019 przy stacji mają powstać parkingi Park & Ride, na powstanie których samorząd województwa małopolskiego przyznał unijne dofinansowanie.